# Eder (Eggel)
Die Eder ist ein 13,0 km langer, orografisch rechter bzw. westlicher Nebenfluss der Eggel in Nordrhein-Westfalen (Deutschland).

## Name
Der Name ist eine Rückbildung aus den Ortsnamen Großeneder und Lütgeneder. Diese werden 887 als Nadri erstmals urkundlich genannt. Er leitet sich von germanisch *Nadr-ja- ab, was so viel bedeutet wie „Ort, wo es Nattern gibt“.

## Geographie

### Verlauf

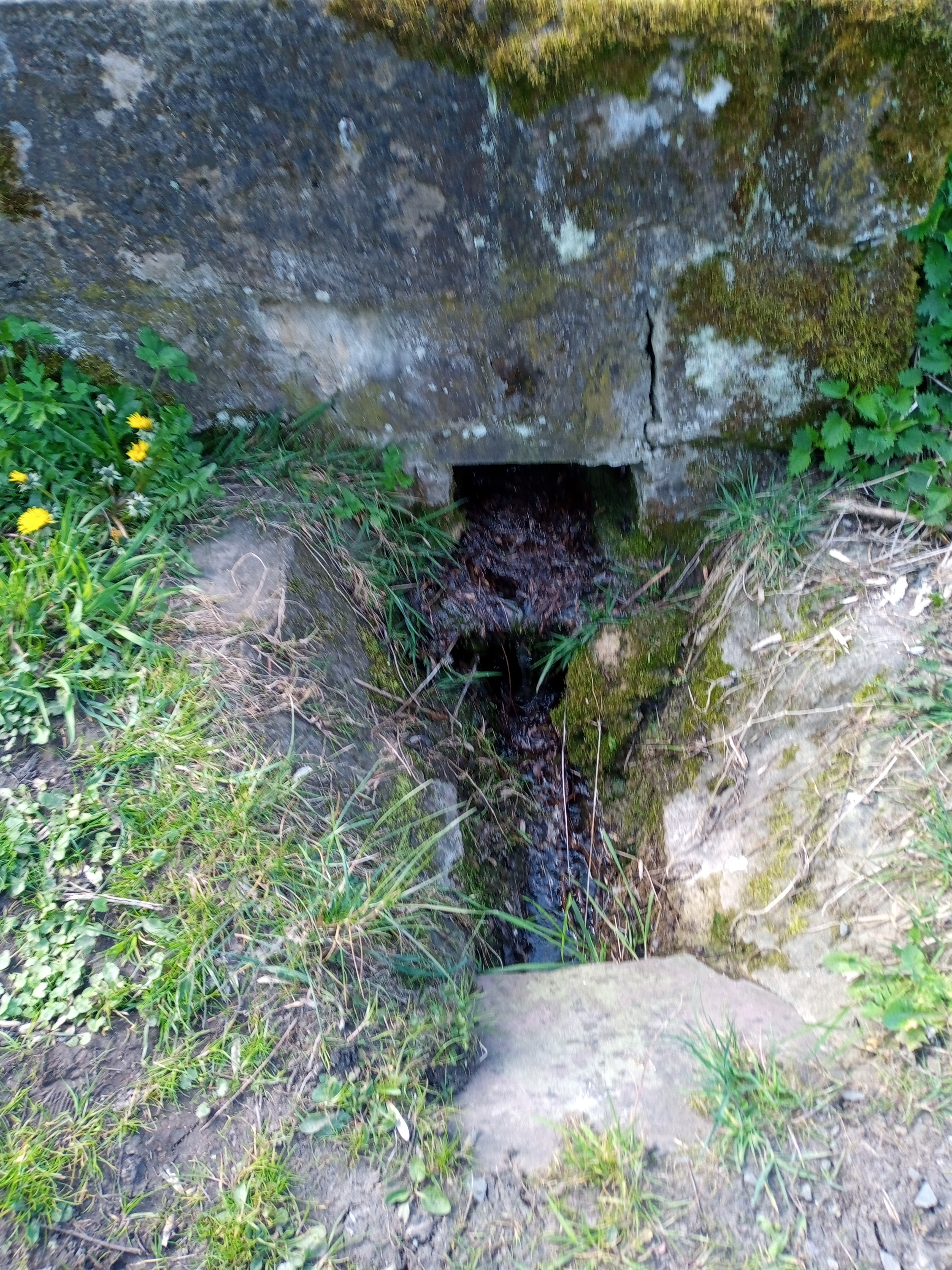

Der Bach Eder entspringt und verläuft im östlichen Westfalen im Kreis Höxter. Seine Quelle befindet sich in Bonenburg, das als ein nordwestlicher Stadtteil von Warburg an den südöstlichen Ausläufern des Eggegebirges liegt, knapp 100 m (Luftlinie) nördlich der Dorfkirche südwestlich des Hollbergs.

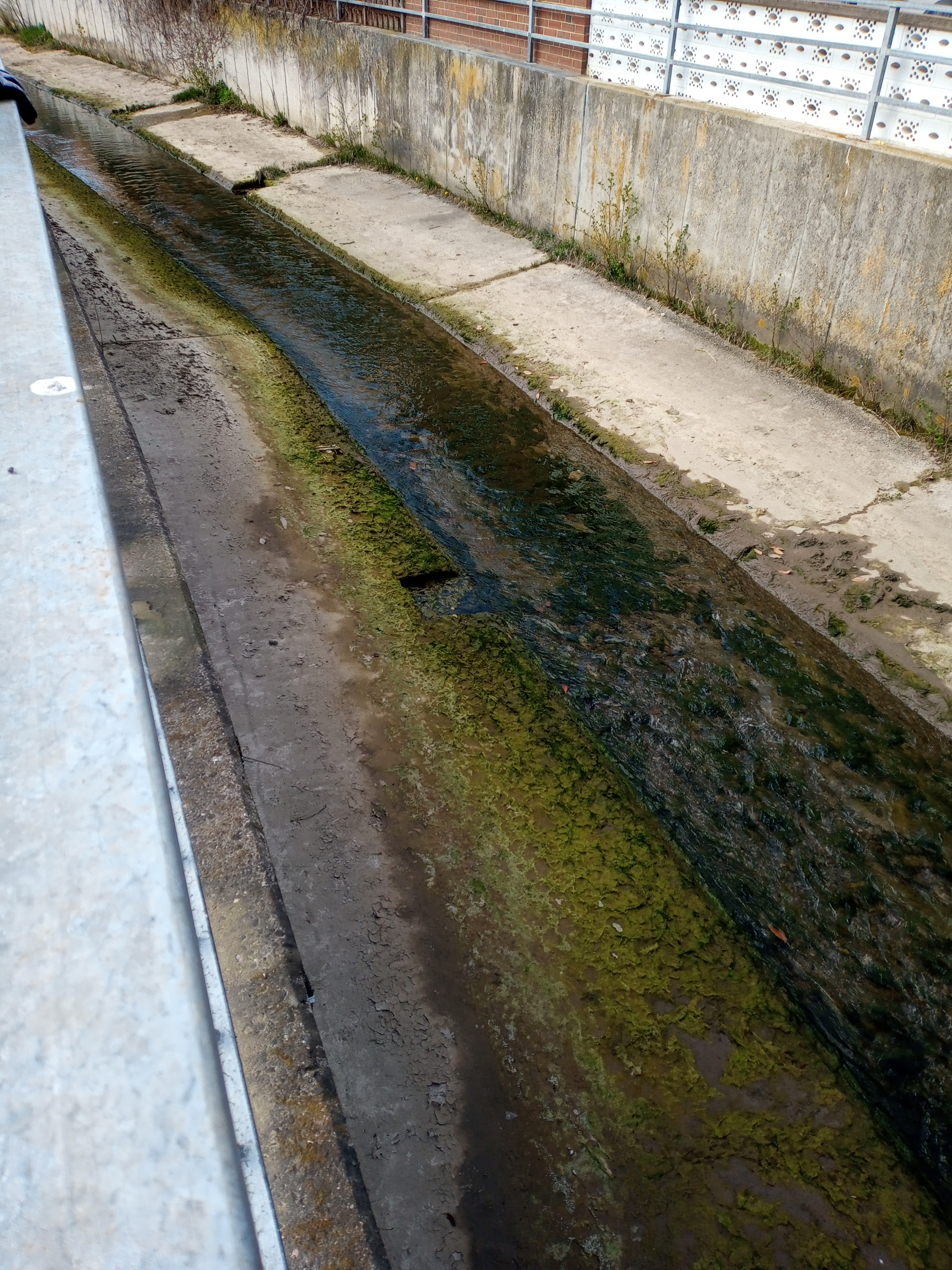

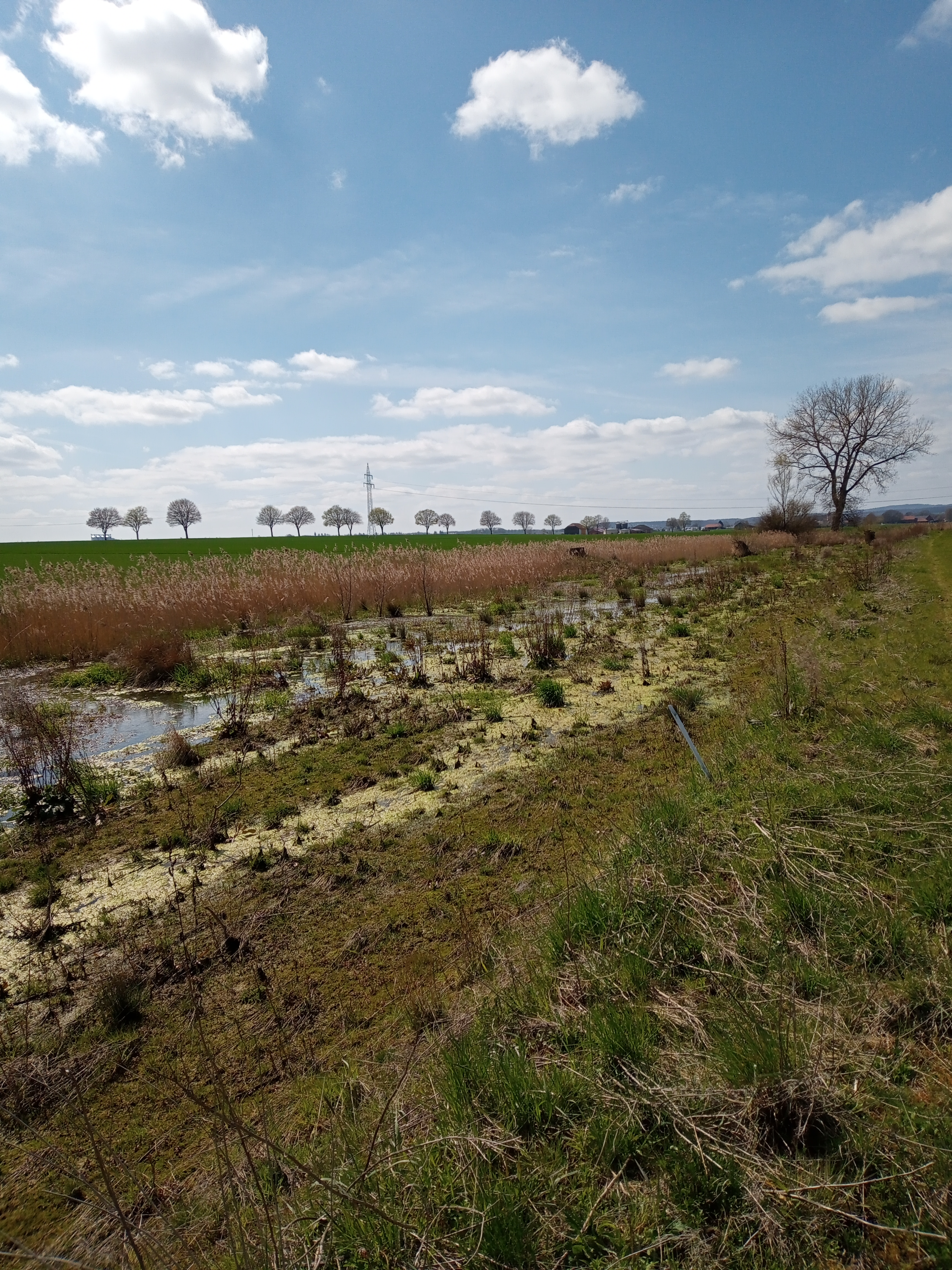

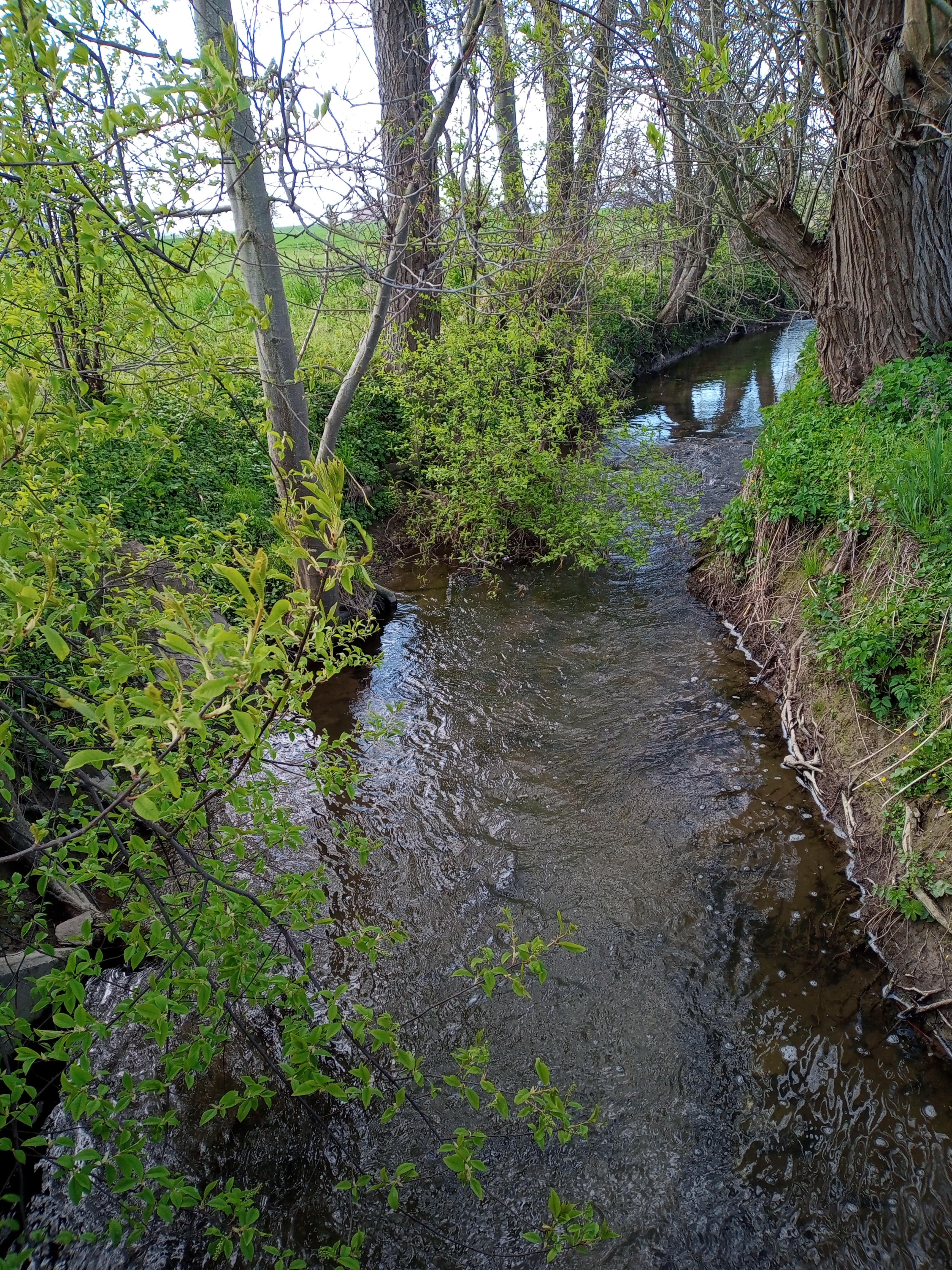

Die Eder fließt in zumeist östlicher Richtung durch Teile der Warburger Börde über Engar und südlich vorbei an Deppenhöfen (jeweils ein Stadtteil von Willebadessen) sowie die B 252 kreuzend durch den Ort Großeneder, um unweit nördlich von Lütgeneder (jeweils ein Stadtteil von Borgentreich) bzw. direkt nördlich der B 241 in die von Norden kommende Eggel zu münden. Die beiden letztgenannten Dörfer wurden nach dem Bach benannt.
Der relativ kleine Bach hatte bereits in Großeneder die Wasser-Kraft, drei Mühlen anzutreiben.

### Nebenflüsse
- Ikenhauser Bach – 3,1 km langer, linker Nebenfluss auf 224 m ü. NN
- Katzbach – 1,4 km langer, rechter Nebenfluss auf 183 m ü. NN
- Mulzbach – 4,8 km langer, rechter Nebenfluss auf 175 m ü. NN

### Ortschaften
Ortschaften an oder nahe der Eggel sind (flussabwärts betrachtet):
- Bonenburg (Stadtteil von Warburg)
- Engar (Stadtteil von Willebadessen)
- Deppenhöfen (Stadtteil von Willebadessen)
- Großeneder (Stadtteil von Borgentreich)
- Lütgeneder (Stadtteil von Borgentreich)